# Doderia lanzai
Doderia lanzai är en mångfotingart som beskrevs av Ceuca 1974. Doderia lanzai ingår i släktet Doderia och familjen Doderiidae. Inga underarter finns listade i Catalogue of Life.